# Мостовая (приток Юрмача)
Мостова́я — река в России, протекает по Пышминскому району Свердловской области. Устье реки находится в 27 км по левому берегу реки Юрмач. Длина реки составляет 22 км. Притоки: левые — Второй, Каменка, Крутиха, Талица, правые — Хмелёвка, Дунай (малая река, одноимённая с известным Дунаем).

## Данные водного реестра
По данным государственного водного реестра России относится к Иртышскому бассейновому округу, водохозяйственный участок реки — Пышма от Белоярского гидроузла и до устья, без реки Рефт от истока до Рефтинского гидроузла, речной подбассейн реки — Тобол. Речной бассейн реки — Иртыш.